# Latrunculia lendenfeldi
Latrunculia lendenfeldi är en svampdjursart som beskrevs av Lindgren 1897. Latrunculia lendenfeldi ingår i släktet Latrunculia och familjen Latrunculiidae.
Artens utbredningsområde är havet utanför Vietnam. Inga underarter finns listade i Catalogue of Life.